# Stropkaai
De Stropkaai is een straat en kade te Gent.
De kade is gelegen langs de Muinkschelde, een arm van de Schelde die in 1794 werd gekanaliseerd en een grote en moeilijk bevaarbare lus of strop in de Schelde afsneed.
Hier stond een kasteeltje van De Noravetz, dat eind 17e eeuw verbouwd werd tot een lusthof, genaamd "Het Strop", dat in 1960 werd gesloopt. Voordien maakte het onderdeel uit van een Maison de Santé pour Hommes, ofwel Psychiatrisch Instituut 't Strop, dat werd opgericht nadat de Broeders van Liefde het lusthof in 1841 hadden gekocht.
Langs de kade vond men ook de katoenweverij van Uytendaele (vanaf 1895), het Sint-Juliaaninstituut (vanaf 1901), en de Tussengemeentelijke Maatschappij voor Waterbedeling (vanaf 1880).
In 2019 raakte bekend dat er in Gent een nieuwe fietsers- en voetgangersverbinding zou worden gebouwd die aan Louisa d'Havé zal herinneren: de Louisa d’Havébrug. De brug werd op 21 september 2020 ingehuldigd in het bijzijn van de nabestaanden van Louisa d'Havé en in gebruik genomen. Ze overbrugt de Schelde en verbindt de Stropkaai met de Bellevuewijk en Ledeberg. 